# Râul Sărvăzel
Râul Sărvăzel este un curs de apă, afluent al râului Ier. 

## Hărți
- Harta județului Satu Mare

1. ↑  Geographic Names Server, 11 iunie 2018